# 蛋白酶解
蛋白酶解或蛋白水解（英語：Proteolysis）是指蛋白质降解为较小的多肽或氨基酸的过程。通常情况下，被水解的都是肽键，且在蛋白酶的作用下进行，因此常用蛋白酶解。但也可能发生分子内消化，以及不依赖酶的途径，如酸和热的作用而产生的降解。
蛋白酶解在有机体中有多种用途，比如消化酶降解食物中的蛋白，为机体提供氨基酸；完成轉译的多肽链也需要水解加工才能产生有活性的蛋白质；某些生理和细胞过程的调控也是通过蛋白质的酶解进行；还有蛋白酶解可以防止不必要的或不正常的蛋白质在细胞中的积累。

## 蛋白质的轉译后修飾
蛋白質生物合成过程中，许多肽链在轉译之后的要切除一些片段才能形成有功能的蛋白质。比如N-末端甲硫氨酸的去除，信号肽的去除，无活性的蛋白质原切除前体变为有活性的蛋白质。一些蛋白质最初合成时为前蛋白原（preproprotein），切除一段肽链后成为蛋白原（proprotein），再切除一段肽链后才成为有功能的蛋白质。比如，白蛋白在刚合成时是包含信号肽的前白蛋白原。在信号肽被切除后成为白蛋白原，进一步切除N-末端的6个氨基酸残基后才成为有活性的白蛋白。

### 移除N-末端甲硫氨酸
起始的甲硫氨酸（在原核生物中是fMet）可在蛋白质的轉译之初就被移除。比如在大肠杆菌中，甲酰甲硫氨酸会在第二个氨基酸残基的侧链基团较小或不带电荷时会被有效地移除，但第二个氨基酸残基较大或带电荷则不会。在原核生物和真核生物中，都可以通过暴露的N-末端残基的N端法则来确定蛋白质的半衰期。

### 切除信号肽
蛋白质是通过N-末端的信号肽来到达最终目的地或特定细胞器的。在蛋白质的完成跨膜后，信号肽就会被切除。

### 多聚蛋白的切割
一些蛋白和真核生物的大部分肽类激素在轉译时是以多个肽段聚合成一个大的肽链被合成的，这被称为多聚蛋白质（polyprotein），多聚蛋白需要切割才能形成有功能的肽段。如多聚蛋白质前阿片黑素细胞皮质激素（POMC）就包含了多条多肽类激素。而POMC的切割模式在不同组织间有很大不同，同一个多聚蛋白可以切割出不同的多肽激素组合来。
许多病毒也将其多个蛋白以单一多肽链的形式合成（由一个多顺反子mRNA轉译而来），这个多肽随后也会被切割成有功能的肽链。

### 前體蛋白的切除
许多蛋白质和激素在合成时先形成了它们的前体形式，如酶原（zymogen）和激素原（prohormone）。这些蛋白质需要进行切割才能形成最后的有活性的形式，如胰岛素，以前胰岛素原（preproinsulin）的形式合成，切除信号肽后形成胰岛素原（proinsulin）。胰岛素原要转变为胰岛素，需要在两个位置切割一段肽链，形成两条多肽链，并由两个二硫键连接起来。如果只是合成胰岛素的两个最后的多肽链，可能难以折叠成有效的形式，故其前体胰岛素原对肽链的正确折叠起到至关重要作用。
蛋白酶通常是以无活性的形式合成以使它们可以安全地存储在细胞中，在用到时释放足够数量以应对需要。如果这些蛋白酶在不适当的情况下激活，会对机体造成很大损害，故要确保蛋白酶只在正确的环境下激活。由酶原水解切割成酶正是这些机制之一，比如胰蛋白酶原切割成胰蛋白酶，使蛋白质结构发生微小的重排，产生蛋白酶的活性位点，从而激活该蛋白。
因此，蛋白酶解可以作为调控各种生物进程方式，通过水解切割使蛋白激活或失活来进行。一个好的例子是凝血级联中，一个初始事件触发了许多特异性蛋白酶的有序地级联反应，最终导致血液凝固。还有免疫反应中的补体系统也涉及复杂而有序的蛋白水解激活和交互作用，使之能对入侵病原体进行攻击。

## 蛋白质降解

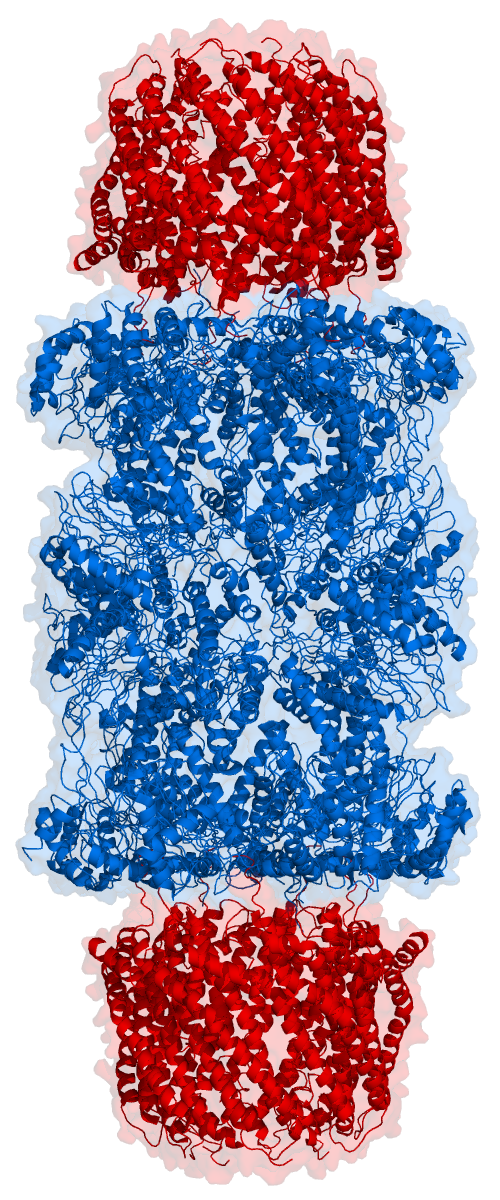
蛋白酶體的结构：其降解蛋白质的反应活性中心位于内部（蓝色）

食物中的蛋白质需要在细胞外被水解切割为较小的肽和氨基酸才能被有机体吸收利用。而细胞内的蛋白质也需要持续不断地降解为氨基酸，这一过程有如下几个作用：移除受损和异常的蛋白质，防止其堆积；或是用于移除酶及不再需要的调控蛋白，来调节细胞内的各个过程。最后，降解成的氨基酸可再次被用于蛋白质合成。

### 溶酶體及蛋白酶體
细胞内的蛋白质降解通常以两种形式实现：在溶酶体中水解，或是通过泛素依赖途径来将不需要蛋白置于蛋白酶体中降解。溶酶体中含有组织蛋白酶等大量的蛋白酶，溶酶体自噬途径通常是个非选择性的过程，但在受饥饿胁迫下，它会选择性地降解带有氨基酸序列 KFERQ 或类似序列的蛋白质。
泛素介导的酶解过程则是有选择性的，细胞不需要的蛋白质会被标记上一个泛素分子。一旦蛋白质被标记上一个泛素分子，就会被加上更多的泛素分子形成“多泛素链”。多泛素化的蛋白质就会被蛋白酶体（一种ATP依赖的蛋白酶复合体）降解，降解完成后，泛素分子会被重新再利用。

## 细胞调控

### 细胞周期调控
週期素是一组蛋白质，能激活参与细胞分裂激酶。週期素的降解是管辖退出有丝分裂和进展到下一个细胞周期的关键步骤。

### 细胞凋亡调控
胱天蛋白酶是细胞凋亡过程中的重要酶类，胱天蛋白酶的前体——胱天蛋白酶原（procaspase）可在结合凋亡复合体后被水解激活，此后通过颗粒酶B或肿瘤坏死因子受体执行下一步反应。